# اللعب بالنار (فلم 1989)
اللعب بالنار هو فيلمٌ مصريٌ أُنتج عام 1989.

## قصة الفيلم
تحتمي سمية (ولاء فريد) بعزت (سمير صبري) ليحميها ممن يتعقبها. يتضح أن زوجها محسن (ضياء الميرغني) ضمن عصابة زعيمها شوكت (أبو بكر عزت) التي تُهرب الماس. يحصل محسن على خريطة توضح مكان الماس، ويسلمها لسمية. ترسل سمية خطاباً للشرطة. يعتدي أحد أفراد العصابة على سمية. يحضرعزت في هذه اللحظة فيهرب من المكان.
يتقابل عزت مع نادية (سماح أنور)، شقيقة سمية، للمحاولة العثور على الخريطة. وتحاول زيزي (ميمي جمال)، شريكة شوكت، الحصول على الخريطة من عزت دون جدوى. يتعاون عزت مع الشرطة للقبض على العصابة.

## وصلات خارجية
- مقالات تستعمل روابط فنية بلا صلة مع ويكي بيانات
- اللعب بالنار على الدهليز
- اللعب بالنار على كاروهات